# خشونت خانگی در ایران
«خشونت خانگی» هر شکلی از خشونت اعم از کلامی، روانی، فیزیک، جنسی و … است که هر یک از اعضای خانواده از جمله مردان، زنان، والدین، فرزندان و صرف نظر از اینکه کجا اتفاق افتاده باشد، انجام می‌دهند. معمولاً مراد از خشونت خانگی خشونتی است که در چارچوب خانواده و بین زن و شوهر اتفاق می‌افتد.
خشونت خانگی امروزه به یک پدیده جهانشمول مبدل شده و تأثیرات آن باعث نابسامانی‌های جهان‌های مختلف در جوامع و فرهنگ شده است به همین علت، بیشترین قربانیان خشونت را در جهان، قربانیان خشونت خانگی تشکیل می‌دهند به همین خاطر از مهم‌ترین موضوعات در بررسی مسائل اجتماعی در جوامع به‌شمار می‌آید. برآوردهای منتشر شده سازمان جهانی بهداشت در سال ۲۰۱۷ نشان می‌دهد که در سراسر جهان از هر سه زن یک زن (۳۰ درصد) در طول زندگی خود مورد خشونت فیزیکی یا جنسی شریک صمیمی قرار گرفته است. در ایران نیز خشونت خانگی جزء آسیب‌ها و مسائل اجتماعی کشور بوده است.
خشونت خانگی بر علیه زنان در ایران پیشینه ای بسا طولانی دارد و از دیرباز زنان ایرانی با این مشکل مواجه بوده‌اند؛ به گونه مثال بر اساس گزارش جهانگرد آلمانی آدام اولئاریوس که در دوران صفویه به ایران سفر کرده بود، برخی از زنان ایرانی مورد خشونت قرار می‌گرفتند و بسیاری از زن‌هایی که راه نجاتی نداشتند دست به خودکشی می‌زنند و با خوردن مقدار زیادی تریاک به زندگی خود پایان می‌بخشیدند.
یک پژوهش تحت عنوان «تحقیق ملی بررسی خشونت خانگی علیه زنان» که در سال ۱۳۸۳ به وسیله قاضی طباطبایی و همکارانش انجام شد بیانگر آن بود که ۶۶ درصد زنان ایرانی از ابتدای زندگی مشترک شان حداقل یک بار مورد خشونت قرار گرفته‌اند. بر اساس یک پژوهش دیگر، که در سال ۱۳۹۷ انجام شده است، میزان کلی شیوع خشونت بین زوجین در جامعه ایران ۸۱ درصد است، یعنی ۸۱ درصد از زوجین در جامعه ایران تجربه حداقل یکی از ابعاد خشونت خانگی (فیزیکی، روانی، کلامی، اقتصادی) را داشته‌اند. - میزان شیوع خشونت فیزیکی بین زوجین ۳۶ درصد، میزان شیوع خشونت روانی بین زوجین در جامعه ایران ۷۵/۵ درصد، میزان شیوع خشونت کلامی بین زوجین در جامعه ایران ۴۰ درصد، میزان شیوع خشونت اقتصادی بین زوجین در جامعه ایران ۴۶/۷ درصد، و - میزان شیوع خشونت جنسی بین زوجین در جامعه ۳۴/۵ درصد بود.

## علل خشونت خانگی
پژوهشگران و فمنیست‌ها علل خشونت را به سه دسته تقسیم کرده‌اند:

### علل فردی

#### جنبه‌های زیستی
اولین تبین به مسائل زیستی انسان و تفاوت زن و مرد از این بعد مربوط می‌شود. برخی فمنیست‌های رادیکال ادعا کرده‌اند که نیروی بدنی مردان سبب بروز خشونت نسبت به زنان می‌شود.

#### عوامل روانشناختی
رویکرد روانشناختی، منبع خشونت خانوادگی را در شخصیت یا اختلالات روانی جستجو می‌کند.

#### ناکامی
در شرایطی رخ می‌دهد که موانع، فرد را از نیل به هدف بازمی‌دارد و او را در انجام رفتاری ناتوان می‌کند.

### علل ارتباطی بین فردی در ایجاد خشونت
- جنسیت.
- یادگیری.
- مشکلات ارتباطی.

### علل اجتماعی-اقتصادی

#### زمینه‌های اقتصادی
یکی از عوامل موثر بر خشونت خانگی مردان، اموری مانند نوع شغل، بیکاری، وضعیت اقتصادی خانواده و شغل زن است. بیکاری و مشکلات اقتصادی همراه آن عامل مهمی در بروز تنش های خانوادگی و خشونت های ناشی از آن است.

#### عوامل فرهنگی
تقدس خانواده و نگهداری اطلاعات مربوط به آن در چهار دیواری خانه.

#### عوامل حقوقی
یکی از مهمترین عوامل خشونت، پذیرش قانون خشونت خانگی و خصوصی دانستن نزاع های خانوادگی است.